# ハッピー・マンデーズ
ハッピー・マンデーズ (Happy Mondays) は、イングランドのロック・バンド。
バンド名はニュー・オーダーのヒット曲「ブルー・マンデー」に由来する。ショーン・ライダーのしわがれたボーカルと、レイヴ・カルチャーをバンドで体現する野太いグルーヴが合わさった独特で能天気なダンスサウンドが特徴。

## 経歴
1980年に結成。1985年に初音源となるEP『Forty Five』を発表し、1987年、ジョン・ケイルのプロデュースによるファースト・アルバム『スクワーレル&G-MAN』発表。ザ・ストーン・ローゼズやニュー・オーダーといったバンドとともにマッドチェスター・ムーブメントの中心バンドとして活躍し、1990年のアルバム『ピルズ・ン・スリルズ・アンド・ベリーエイクス』は全英アルバムチャート4位のヒット作となった。
ブームの終息とともに1993年に解散するが、離婚裁判の出費や納税を怠ったことによる追徴課税で金銭的に切迫したショーンは、同じく経済的困難に陥っていた元メンバーを誘い、借金の返済を主目的に1999年にバンドを再結成させた。再結成は思いのほか好評であったため、そのことに気を良くしたのかその後も散発的に音源を発表しながら現在も活動を続けている。
2006年のフジ・ロック・フェスティバルでは、最終日のトリを務めたストロークスの後にクロージングアクトとしてサプライズ出演を果たした。

## 音楽性と評価
レディオヘッドのトム・ヨークやパルプのジャーヴィス・コッカー、ブラーのデーモン・アルバーンといった後進の大物ミュージシャンや、トワングといった若手バンドまで、ハッピー・マンデーズへのリスペクトを公言するミュージシャンは多い。中でもデーモン・アルバーンは、自身のサイドプロジェクトであるゴリラズにショーンをゲストとして招いている。

## メンバー

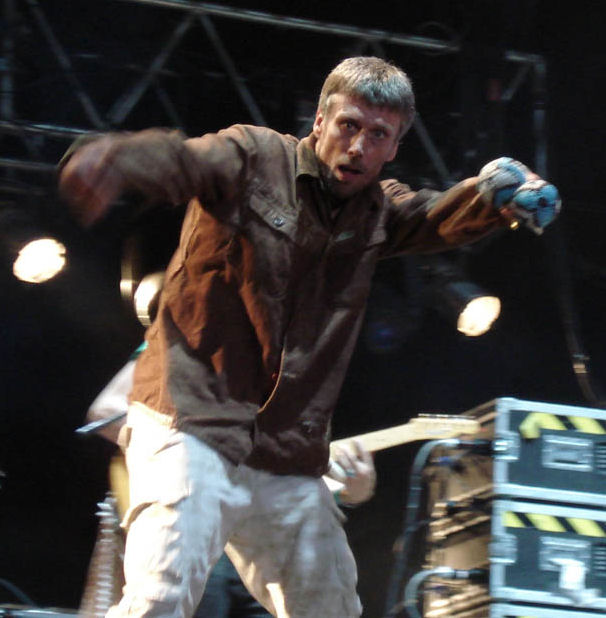
ベズ（2007年）

### 現在のメンバー
- ショーン・ライダー (Shaun Ryder) - リード・ボーカル、ギター (1980年–1993年、1999年–2001年、2004年–2010年、2012年– )
- ゲイリー・ホエーラン (Gary Whelan) - ドラム (1980年–1993年、1999年–2001年、2012年– )
- ポール・ライダー (Paul Ryder) - ベース、キーボード (1980年–1993年、1999年–2001年、2012年–2022年 )
- ベズ (Mark "Bez" Berry) - ダンサー、パーカッション (1980年–1993年、1999年–2001年、2004年–2010年、2012年– )
- ロウェッタ (Rowetta) - ボーカル (1990年–1993年、1999年–2001年、2012年– )
- マーク・デイ (Mark Day) - ギター (1980年–1993年、2004年–2010年、2012年– )
- ダン・ブロード (Dan Broad) - キーボード、サンプラー、プログラミング、音楽監督 (2016年– )

### 旧メンバー
- ポール・デイヴィス (Paul Davis) - キーボード、サンプラー、プログラミング (1980年–1993年、2012年–2015年)
- カヴ (Kav Sandhu) - ギター、キーボード (2004年–2008年)

### ベズ
バンドの顔的存在として欠かせないベズは、担当楽器がなく音楽的貢献のないフロント・メンバーとして知られる。ライブの間は終始ステージ上を行ったり来たり踊ったりして観客を盛り上げるが、その踊りもダンサーと呼べるようなものではなく、その場のノリに乗じた適当なものである。時折マラカスを手にすることもあるが、マイクで音を拾っていないためライブでは音がかき消されている。しかし、バンド・ファン双方から愛されている。（ポジション的には日本における電気グルーヴのピエール瀧のそれに近い）

## ディスコグラフィ

### スタジオ・アルバム
- 『スクワーレル&G-MAN』 - Squirrel and G-Man Twenty Four Hour Party People Plastic Face Carnt Smile (White Out) (1987年、Factory)
- 『ならず者』 - Bummed (1988年、Factory)
- 『ピルズ・ン・スリルズ・アンド・ベリーエイクス』 - Pills 'n' Thrills and Bellyaches (1990年、Factory)
- 『イエス・プリーズ』 - Yes Please! (1992年、Factory)
- Uncle Dysfunktional (2007年、Sequel)

### ライブ・アルバム
- 『ライヴ』 - Live (1991年、Factory)
- Step On – Live in Barcelona (2005年、Snapper Music)

### コンピレーション・アルバム
- Double Easy – The U.S. Singles (1993年、Elektra)
- 『ローズ〜ザ・ベスト・オブ・ハッピー・マンデーズ』 - Loads (1995年、Factory Once/London)
- 『グレイテスト・ヒッツ』 - Greatest Hits (1999年、London)
- The Platinum Collection (2005年、WEA)
- Double Double Good: The Best of Happy Mondays (2012年、Rhino UK)